# Marianne Ihlen
Marianne Christine Stang Ihlen (Larkollen, 18 de maig de 1935 - Oslo, 28 de juliol de 2016) va ser una artista noruega. Coneguda pel seu matrimoni amb l'escriptor Axel Jensen i la seva relació amb el músic i poeta Leonard Cohen, durant diversos anys de la dècada dels seixanta, per a qui fou la musa que inspirà la cançó «So Long, Marianne», escrita i composta pel cantautor canadenc, inclòs en el disc Songs of Leonard Cohen de 1967.

## Joventut
Nascuda a Larkollen, de ben petita ja tenia el desig de desenvolupar la vocació artística, valorant la possibilitat d'inscriure's a l'Escola Nacional de Teatre, a la qual va renunciar per l'oposició dels seus pares.

## La relació amb Axel Jensen i Leonard Cohen
Es va enamorar de l'escriptor noruec Axel Jensen quan tots dos eren adolescents. Aleshores, va fugir de casa i va viatjar amb ell a Grècia el 1957. La parella va prendre un vaixell cap a les illes gregues i es va aturar a Hydra, on Jensen, com a poeta i novel·lista, anava a escriure. Allà es van establir en condicions precàries. La relació amb Axel Jensen es va deteriorar per la seva constant relació amb altres dones a Hydra, i Marianne Ihlen va decidir tornar a casa. Abans de tornar, però, es van reunir a Atenes; aleshores, Jensen li va proposar matrimoni. Finalment, es van casar el 1958. Junts, van tenir un fill, Axel Jr. Jensen va abandonar Marianne i el seu fill, i va anar a viure amb una altra dona. Aleshores va conèixer Cohen per primera vegada, poc després del seu retorn d'un viatge a Noruega, quan va descobrir que el seu marit l'havia abandonat. Després de conèixer-se, a principi de 1960, Cohen i Ihlen van començar a viure junts a Hydra. Aquell mateix any, Cohen la va portar a Oslo, on Marianne va completar el seu divorci de Jensen. Durant els anys següents, Ihlen es va convertir en la musa de Cohen, que va inspirar per escriure diverses cançons dels seus dos primers àlbums, Songs of Leonard Cohen (1967) i Songs from a Room (1969). Segons el biògraf de Cohen, Jeff Burger, aquest va escriure «So Long, Marianne», quan la parella es va separar, després de compartir set anys de vida comuna.

## Anys posteriors
A Noruega va començar a treballar en una empresa constructora, i es va retrobar amb Jan Stang, que coneixia de l'adolescència i amb qui finalment es va casar el 1979. Durant el seu segon matrimoni va tenir tres filles. Amb Stang va mantenir una llarga relació de més de trenta anys. Marianne va desenvolupar un interès creixent pel budisme tibetà, mentre, al mateix temps, mantenia un especial compromís i dedicació amb l'activitat artística, a través de la pintura.

## La malaltia i la mort
El juliol de 2016 se li va diagnosticar leucèmia. El seu amic íntim Jan Christian Mollestad es va posar en contacte amb Cohen per comunicar-li que Ihlen s'estava morint. Leonard Cohen va escriure una última carta commovedora, en la qual li feia saber que ben aviat es tornarien a trobar junts:
| « | Well Marianne it's come to this time when we are really so old and our bodies are falling apart and I think I will follow you very soon. Know that I am so close behind you that if you stretch out your hand, I think you can reach mine. And you know that I've always loved you for your beauty and your wisdom, but I don't need to say anything more about that because you know all about that. But now, I just want to wish you a very good journey. Goodbye old friend. Endless love, see you down the road. | » |

Ihlen va morir amb 81 anys, el 28 de juliol de 2016, a Oslo. Cohen la va seguir poc després, amb el seu traspàs el 7 de novembre d'aquell mateix any.